# Demopolis
Demopolis és una població dels Estats Units a l'estat d'Alabama. Segons el cens del 2000 tenia 7.540 habitants.

## Demografia
Segons el cens del 2000, Demopolis tenia 7.540 habitants, 3.014 habitatges, i 2.070 famílies. La densitat de població era de 238 habitants/km².
Dels 3.014 habitatges en un 34,9% hi vivien nens de menys de 18 anys, en un 43,1% hi vivien parelles casades, en un 22,5% dones solteres, i en un 31,3% no eren unitats familiars. En el 28,9% dels habitatges hi vivien persones soles el 12,3% de les quals corresponia a persones de 65 anys o més que vivien soles. El nombre mitjà de persones vivint en cada habitatge era de 2,48 i el nombre mitjà de persones que vivien en cada família era de 3,05.
Per edats la població es repartia de la següent manera: un 29,1% tenia menys de 18 anys, un 8,4% entre 18 i 24, un 26,6% entre 25 i 44, un 21,6% de 45 a 60 i un 14,3% 65 anys o més.
L'edat mediana era de 36 anys. Per cada 100 dones hi havia 81,5 homes. Per cada 100 dones de 18 o més anys hi havia 75 homes.
La renda mediana per habitatge era de 26.481 $ i la renda mediana per família de 35.752 $. Els homes tenien una renda mediana de 37.206 $ mentre que les dones 20.265 $. La renda per capita de la població era de 16.687 $. Aproximadament el 26% de les famílies i el 30,6% de la població estaven per davall del llindar de pobresa.

## Poblacions més properes
El següent diagrama mostra les poblacions més properes.